# Greig Lake (Saskatchewan)
Greig Lake je obec v Saskatchewanu. Nachází se poblíž stejnojmenného jezera. Nejbližším městem je Meadow Lake na jih od ní. Nedaleko směrem na západojihozápad se také rozkládá provinční park Meadow Lake Provincial Park
o rozloze 1 600 km2.
| Růžice kompasu |            | Buffalo Narrows, Jans Bay |  | Růžice kompasu |
| Růžice kompasu | Goodsoil   | Sever                     |  | Růžice kompasu |
| Růžice kompasu | Goodsoil   | Greig Lake                |  | Růžice kompasu |
| Růžice kompasu | Goodsoil   | Jih                       |  | Růžice kompasu |
| Růžice kompasu | Rapid View | Dorintosh, Meadow Lake    |  | Růžice kompasu |